# Taeyang
Taeyang (koreai írással: 태양, magyaros: Thejang; születési nevén 동영배 Tong Jongbe, nyugaton Dong Youngbae; 1988. május 18. –) dél-koreai énekes és táncos, a Big Bang együttes tagja, 2008 óta több szólóalbuma is megjelent. Művésznevének jelentése „Nap”. Közkeletű beceneve Bebe, melyet az együttes BANGS című képregénysorozata alapján kapott a rajongóktól.

## Pályafutása

### 2000–2008: a kezdetek és a Big Bang
Taeyang először a Jinusean nevű hiphopegyüttes egyik videóklipjében tűnt fel. Ez az együttműködés segítette hozzá egy szerződéshez a Jinusean kiadójával, a YG Entertainmenttel, ahol G-Dragon mellé szerződtették YB néven rapperként. 2003-ban Tayeang írta a dalszöveg egy részét Wheesung Player című dalához.
Először G-Dragonnal közösen akarták felléptetni, a duó neve GDYB lett volna, azonban az ötletet a kiadó később elvetette és inkább négy másik gyakornokot szerződtettek mellé (T.O.P., Daesung, Seungri és So-1), és létrehozták a Big Bang együttest. Tong Jongbe a Nap jelentésű Taeyang művésznevet választotta és rappelés helyett inkább az éneklésre fókuszált. Bemutatkozásuk előtt nem sokkal a kiadó kiléptette So-1-t, így a Big Bang öt taggal debütált. Az együttes alakulásának történetéről televíziós dokumentumfilm készült.

### Szólókarrier
Taeyang első szólóalbumát 2007 szeptemberében tervezték megjelentetni, a dátumot azonban ki kellett tolni a Big Banggel való kötelezettségei miatt. Első középlemeze a Hot 2008. május 22-én jelent meg, a dalszerzők között G-Dragonnal. A hiphop mellett az album főképp R&B irányvonalú, ami Taeyang szerint az ő elsődleges választása. Később úgy nyilatkozott, nem volt elégedett a lemezzel, mert egyetlen dalt sem írhatott rá. Az albumért elnyerte a 6. Koreai Zene Díjkiosztó legjobb R&B/Soul dalának járó díjat az Only Look At Me-ért és a legjobb R&B/Soul-albumnak járó elismerést is.
Első nagylemeze, a Solar 2010. július 1-jén jelent meg. A lemez korlátozott példányszámban jelent meg, egy nap alatt mind a 30 000 darab elfogyott belőle. Az albumot később iTunes-on is megjelentették, ahol Kanadában az 1., az USA-ban a 2. helyet érte el az R&B toplistán.
2013-ban kislemezt jelentetett meg Ringa Linga címmel, melyet 2014 júniusában Rise című nagylemeze követett. A lemez a 112. helyen indított a Billboard 200 listán az Egyesült Államokban, amivel a harmadik legsikeresebb K-pop-album és a legsikeresebb K-pop-szólólemez lett Amerikában 3000 eladott példánnyal. Az album vezette a Billboard World Albums, K-pop Hot 100 és Heatseakers Albums listáit. A lemez Eyes, Nose, Lips című dalából számtalan feldolgozás született.
Harmadik szólólemeze 2017 augusztusában jelent meg White Night címmel.
2018 márciusában vonult be kötelező sorkatonai szolgálatára,  2019 novemberében szerelt le.
2022 decemberében kiadót váltott, és a The Black Labelhöz szerződött. 2023. január 13-án a BTS együttes tagjával, Csimin (Jimin)nel jelent meg közös kislemeze Vibe címmel.

## Diszkográfia
Stúdióalbumok
- Solar (2010)
- RISE (2014)
- White Night (2017)

Középlemezek
- Hot (2008)

Japán nagylemezek
- RISE (2014)

Kislemezek
- Ma Girl (2006)
- Only Look At Me (2008)
- Where U At (2009)
- Wedding Dress (2009)
- I'll Be There (2010)
- Ringa Linga (2013)
- Vibe (2023)

Koncertfelvételek
- Hot Live Concert Tour DVD (2008)

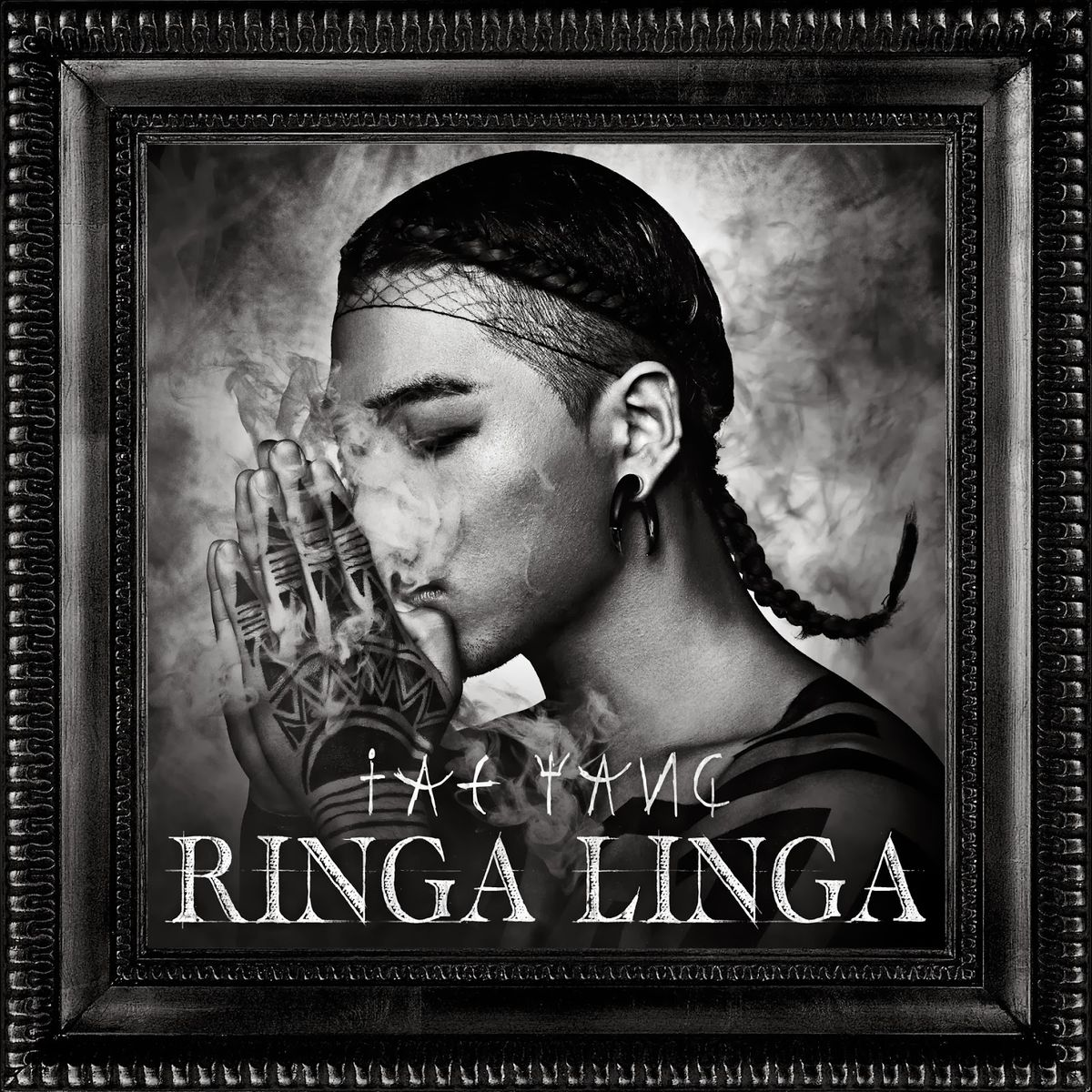
A Ringa Linga borítója

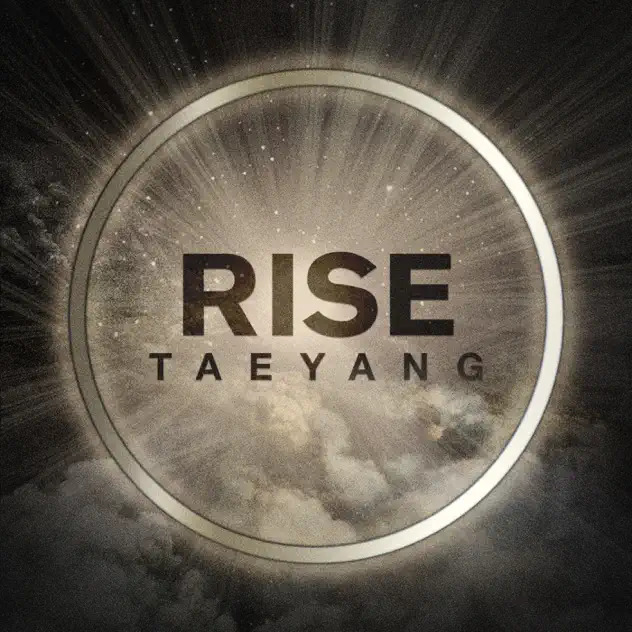
A Rise borítója

- Solar Live Concert Tour DVD (2010)

Könyvek
- GDYB (G-Dragon and Taeyang) Paris Photobook (2014)

## Fordítás
- Ez a szócikk részben vagy egészben  a   Taeyang című angol Wikipédia-szócikk fordításán alapul.  Az eredeti cikk szerkesztőit annak laptörténete sorolja fel. Ez a jelzés csupán a megfogalmazás eredetét és a szerzői jogokat jelzi, nem szolgál a cikkben szereplő információk forrásmegjelöléseként.